# Rolf Bjørnsen
Rolf Bjørnsen (6 maggio 1949) è un ex calciatore norvegese, di ruolo difensore.

## Carriera
Bjørnsen ha vestito la maglia del Viking dal 1973 al 1982. Con questa casacca ha totalizzato 8 presenze ed una rete nelle competizioni europee per club. Ha contribuito a sei vittorie finali in campionato (1972, 1973, 1974, 1975, 1979 e 1982) e ad una nel Norgesmesterskapet (1979).

## Palmarès

### Club
- Campionato norvegese: 6

Viking: 1972, 1973, 1974, 1975, 1979, 1982
- Coppa di Norvegia: 1

Viking: 1979